# Greve község
Greve község (dánul: Greve Kommune) Dánia 98 községének (kommune, helyi önkormányzattal rendelkező közigazgatási egység) egyike. Greve község Ishøj, Høje-Taastrup, Roskilde és Solrød községekkel határos. Lakosainak száma 49 518 fő (2016).